# Peas Industries
Peas Industries AB er en svensk koncern indenfor bæredygtighed: Vedvarende energi, cirkulær økonomi og bæredygtig fødevareproduktion. 
Peas Industries blev etableret i 2004 af Johan Ihrfelt og Thomas von Otter.
I koncernen indgår datterselskaberne OX2, Utellus, Biond, Bonbio og Enstar.